# Trung ương Cục Đảng Cộng sản Trung Quốc khóa IV
Trung ương Cục Đảng Cộng sản Trung Quốc khóa 4 (chữ Hán: 中国共产党第四届中央局) do Ban Chấp hành Trung ương Đảng Cộng sản Trung Quốc khóa 4 bầu ra vào tháng 1 năm 1925 ở Thượng Hải.

## Ủy viên
1. Trần Độc Tú, Tổng Bí thư và Trưởng Ban Tổ chức Trung ương
2. Bành Thuật Chi (彭述之, Peng Shuzhi), Trưởng Ban Tuyên truyền Trung ương
3. Trương Quốc Đảo (Zhang Guotao), Trưởng ban Công nhân và Nông dân Trung ương
4. Thái Hòa Sâm, ủy viên Ban Tuyên truyền Trung ương
5. Cù Thu Bạch (Qu Qiubai), ủy viên Ban Tuyên truyền Trung ương